# Magnus Lindquist
Magnus "Linkan" Lindquist född 26 april 1972 i Södertälje, är en svensk ishockeymålvakt som spelade större delen av sin karriär i Södertälje SK, som han har varit trogen i alla år förutom två säsonger i danska Vojens och en i Huddinge IK.
I Södertälje spelade han 630 matcher, 293 i målet och 337 som reserv, och han har hållit nollan 24 gånger. Lindquist spelade 30 J-landskamper. Lindquist är en relativ stor målvakt; 181 cm lång och väger 98 kg. 
Utanför ishockeyn har han tillsammans med sin sambo tidigare under många år drivit Farstanäs Camping utanför Järna. Han är utbildad snickare.

## Klubbar
- 1990-1991  Huddinge IK
- 1991-1999  Södertälje SK
- 1999-2001  Vojens Ishockey Klub Danmark
- 2001-2007  Södertälje SK

## Meriter
- U18-EM Guldmedalj 1989/90
- U20-VM Silvermedalj 1991/92